# 红喉潜鸟

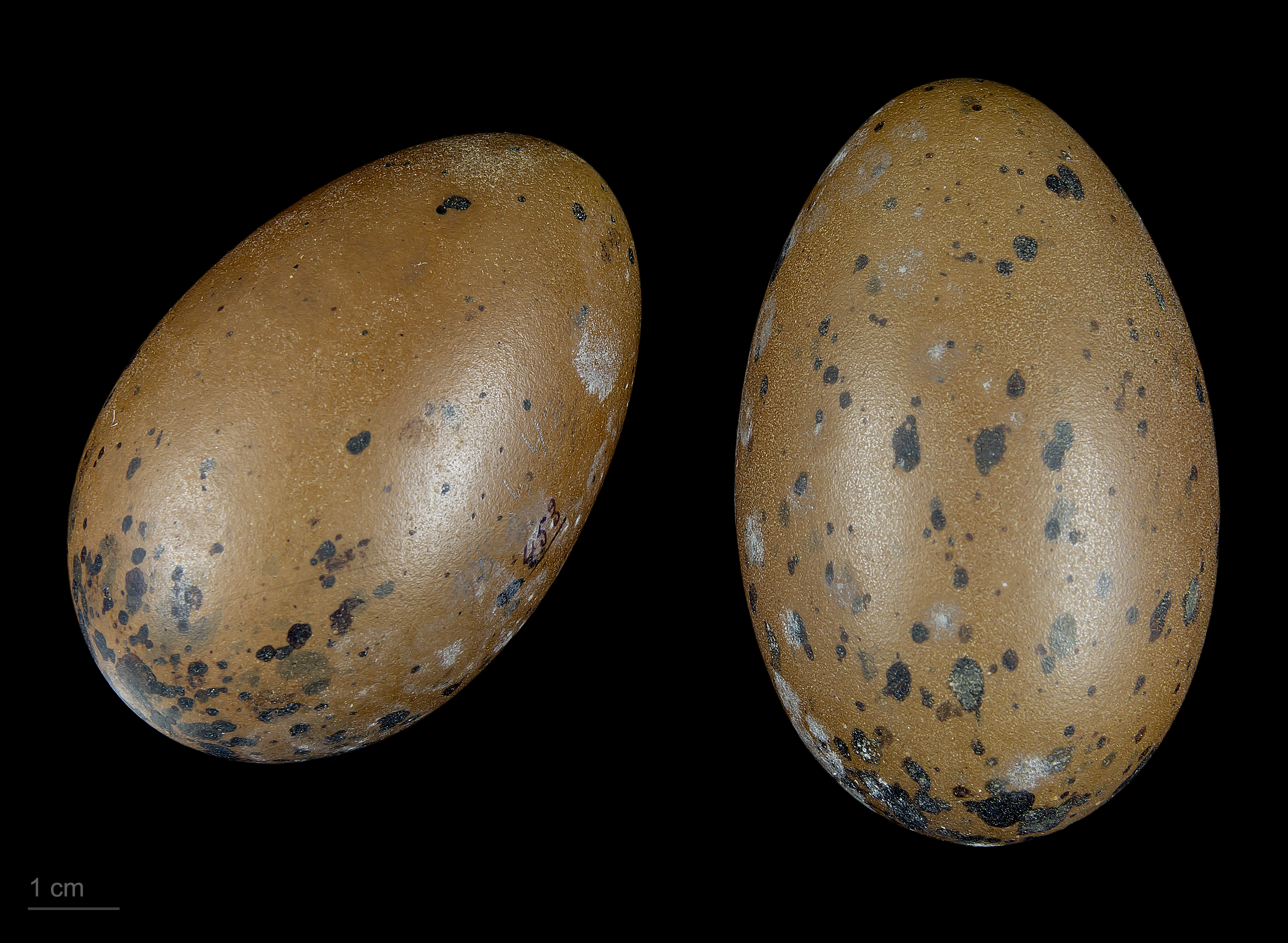
Gavia stellata

紅喉潛鳥（學名：Gavia stellata）是分佈最廣的一種潛鳥，也是潛鳥科最小的成員。主要繁殖於歐亞大陸和加拿大的北極地區，在海岸和大湖地帶過冬，例如中國東部。它們主要在淡水繁殖，但也在海中覓食。

## 特徵
紅喉潛鳥通常體長55-67釐米，翼寬91-110釐米。繁殖期的成年紅喉潛鳥為灰頭、粗頸、紅喉、白腹、深色翅膀。非繁殖期的羽毛則要暗淡許多。虹膜為紅色。體重在1-1.2千克。鳴聲很大。

## 食性
和所有潛鳥一樣，以魚類為主要食物，可以潛入7.5米的水中覓食。

## 外部連結
- - 康奈爾鳥類學實驗室 - 紅喉潛鳥 （页面存档备份，存于）
- - USGS - 紅喉潛鳥 （页面存档备份，存于）
- - eNature.com - 紅喉潛鳥